# Baie de Vouzka
La baie de Vouzka est une baie qui se situe au nord de la péninsule de Tarkhankout en Crimée.
La baie accueillait des navires de patrouille côtière russe qui furent l'objet de plusieurs attaques.